# Вёббелин
Вёббелин (нем. Wöbbelin) — община в Германии, в земле Мекленбург-Передняя Померания.
Входит в состав района Людвигслуст. Подчиняется управлению Лудвигслуст-Ланд. Население составляет 908 человек (на 31 декабря 2010 года). Занимает площадь 23,51 км².
Коммуна подразделяется на 3 сельских округа.

## Ссылки

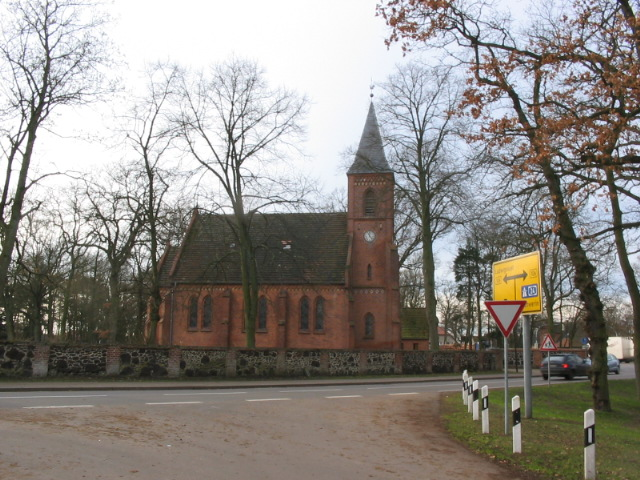
Вёббелин